# Hugues Loubenx de Verdale

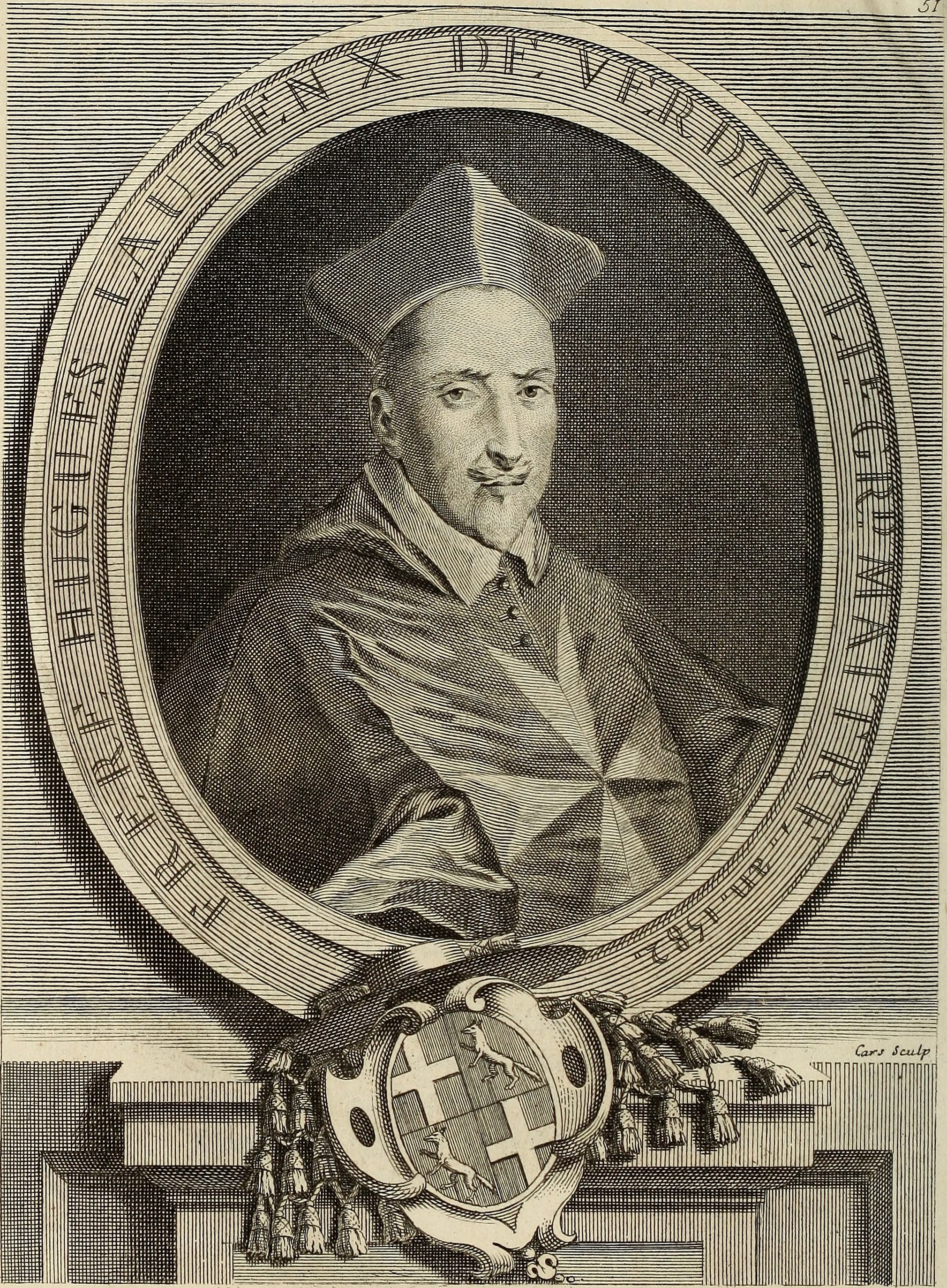
Hugues Loubenx de Verdale

Großmeisterwappen von Hugues Loubenx de Verdale

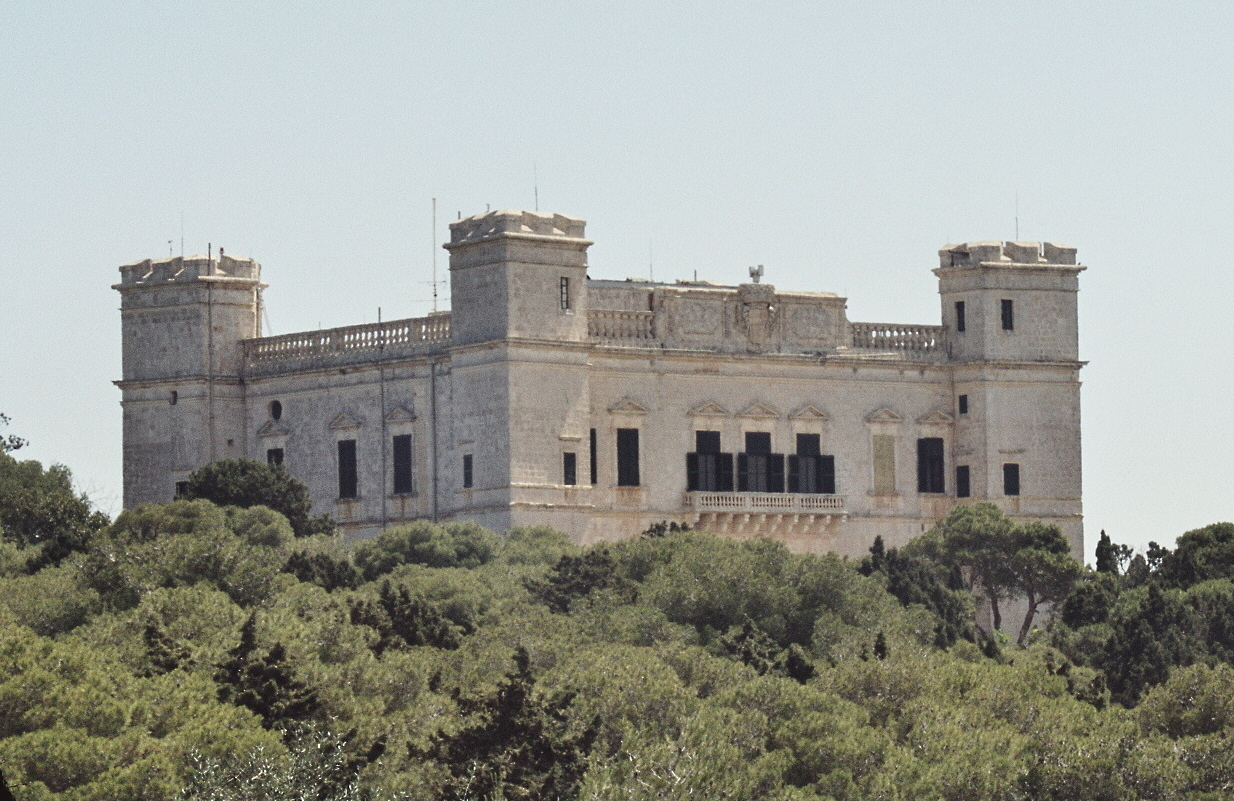
Verdala-Palast

Hugues Loubenx de Verdale, auch Lubens, lateinisch Hugo Lobesius Verdalius, (* 13. April 1531 in Loubens; † 4. Mai 1595 in Rom) war von 1582 bis zu seinem Tod der 52. Großmeister des Malteserordens und seit 1587 römisch-katholischer Kardinal.

## Werdegang
Hugues Loubenx de Verdale wurde in der Burg Loubens in der Gascogne geboren. Seine Adelsfamilie stammte ursprünglich aus Carcassonne.
Er trat 1547 dem Malteserorden bei. 1552 nahm er an der Belagerung von Zara teil. Während der Belagerung von Malta 1565 kommandierte er die Artillerie. Anschließend war er Großprior des Ordens in Toulouse und Kommandeur von Pézenas. 1579 war er Botschafter des Ordens beim Heiligen Stuhl. Im gleichen Jahr wurde er Regent der Zunge der Provence.
Am 12. Januar 1582 wurde er zum Großmeister des Ordens gewählt. Ab 1586 ließ er das Jagdschloss in den „Buskett Gardens“ (Rabat) wiederaufbauen, das ihm zu Ehren später in Verdala Palace umbenannt wurde.
Am 18. Dezember 1587 erhob Papst Sixtus V. ihn zum Kardinal. Im Januar 1588 wurde als Kardinaldiakon von Santa Maria in Portico Octaviae installiert. Außerdem wurde er Präfekt der päpstlichen Flotte.
Hugues reformierte den Orden und beauftragte Jacopo Bosio, dessen Geschichtswerk über den Orden Historia Equitum S. Ioannis Hierosolymitani zu verfassen. Obwohl Kardinal, nahm er nicht am Konklave teil. So war er bei der Wahl der Päpste Urban VII. 1590, Gregor XIV. 1590, Innozenz IX. 1591 und Clemens VIII. 1592 nicht anwesend.
Hugues lud die Jesuiten ein, nach Malta zu kommen und Schulen einzurichten. Am 12. November 1592 wurde das Jesuitenkolleg Collegium Melitense auf Anregung von Papst Clemens VIII. und Hugues durch den Bischof von Malta, Tomás Gargal (Gargallo) O.S.Io.Hieros., in Valletta gegründet.
Hugues Loubenx de Verdale starb 1595 in Rom. Sein Leichnam wurde nach Malta überführt und in der Krypta der Konkathedrale St. Johannes in Valletta beigesetzt.